# Sportyvnyj Klub Tavrija Simferopol' 2011-2012
Questa voce raccoglie le informazioni riguardanti lo Sportyvnyj Klub Tavrija Simferopol' 2011-2012 nelle competizioni ufficiali della stagione 2011-2012.

## Rosa
| N. |                           | Ruolo | Calciatore                        |
| -- | ------------------------- | ----- | --------------------------------- |
| 1  | Serbia (bandiera)         | P     | Damir Kahriman                    |
| 2  | Nigeria (bandiera)        | C     | Sani Kaita                        |
| 3  | Nigeria (bandiera)        | D     | Dele Adeleye                      |
| 4  | Croazia (bandiera)        | C     | Marin Ljubičić                    |
| 5  | Serbia (bandiera)         | D     | Slobodan Marković (vice capitano) |
| 9  | Ucraina (bandiera)        | C     | Stanislav Pryčynenko              |
| 12 | Ucraina (bandiera)        | P     | Dmytro Stoyko                     |
| 14 | Ucraina (bandiera)        | A     | Volodymyr Korobka                 |
| 15 | Nigeria (bandiera)        | D     | Jamiu Alimi                       |
| 16 | Costa d'Avorio (bandiera) | C     | Marco Né                          |
| 17 | Ucraina (bandiera)        | A     | Anton Šynder                      |
| 18 | Ucraina (bandiera)        | C     | Serhij Nazarenko                  |

| N. |                       | Ruolo | Calciatore                      |
| -- | --------------------- | ----- | ------------------------------- |
| 20 | Georgia (bandiera)    | C     | Vasil Gigiadze                  |
| 22 | Serbia (bandiera)     | C     | Željko Ljubenović               |
| 24 | Ucraina (bandiera)    | A     | Ruslan Platon                   |
| 25 | Ucraina (bandiera)    | C     | Maksym Kalynyčenko              |
| 28 | Ucraina (bandiera)    | A     | Maksym Feschuk                  |
| 30 | Ucraina (bandiera)    | C     | Oleh Humenyuk                   |
| 31 | Ucraina (bandiera)    | P     | Serhiy Sitalo                   |
| 44 | Ucraina (bandiera)    | D     | Jurij Putrash                   |
| 55 | Ucraina (bandiera)    | D     | Volodymyr Yezers'kyj (capitano) |
| 69 | Ucraina (bandiera)    | D     | Rollan Pohoreltsev              |
|    | Slovacchia (bandiera) | A     | František Kubík                 |